# 赵跃民
赵跃民（1961年9月—），男，汉族，河南漯河人。中国工程院院士，中国矿业大学教授、博士生导师，现任校学术委员会主任。长期从事矿物加工工程领域研究。

## 简历
1982年毕业于焦作矿业学院矿山机械专业；1985年取得中国矿业大学矿物加工工程专业硕士学位；1991年取得中国矿业大学矿物加工工程专业博士学位；
2002年至2019年任中国矿业大学副校长；
2023年11月当选为中国工程院院士。

## 主要成就
他开发了煤炭高效干法分选关键技术，“首创了模块式高效干法选煤工艺系统，具有分选精度高、成本低、不用水、无污染的特点，为中国西部干旱缺水地区煤炭分选提供了一条有效途径”。2018年，“煤炭高效干法分选关键技术及应用”获得了国家科技进步二等奖。

## 头衔
- 煤炭加工与高效洁净利用教育部重点实验室主任
- 中国矿业大学选矿工程研究中心主任

## 荣誉
- 2000年获得国家杰出青年科学基金资助
- 获国家技术发明二等奖1项
- 国家科技进步二等奖2项
- 教育部科技进步特等奖1项
- 获国外专利27件，中国发明专利80件
- 获国家教学名师奖
- 教育部长江学者特聘教授
- 全国创新争先奖状
- 匹兹堡煤炭转化创新奖
- 中国青年科技奖
- 国家有突出贡献的中青年专家
- 江苏省333高层次人才培养工程第一层次人选